# Guillaume Latrille de Lorencez
Pour les articles homonymes, voir Lorencez.
Le comte Guillaume Latrille de Lorencez, né à Pau le 21 avril 1772 et mort à Bar-le-Duc le 1er octobre 1855, est un général français de la Révolution et de l’Empire. 
Lorencez était un des beaux-fils du maréchal Oudinot, duc de Reggio, et le père de Charles Ferdinand Latrille, comte de Lorencez.

## États de service
il s'engage comme volontaire au 2e bataillon de volontaires des Basses-Pyrénées le 12 décembre 1791, il passe sergent le 26 décembre suivant, adjudant en 1792, et major en 1793.
Le 1er septembre 1793 il est nommé capitaine à la 39e demi-brigade de première formation, et le 23 septembre, il devient aide de camp du général Augereau. Il est fait officier de la Légion d'honneur le 14 juin 1804.
Le 1er février 1805 il est élevé au grade de Colonel du 46e régiment d'infanterie de ligne, et de 1805 à 1807 il participe aux batailles d'Ulm du 15 au 20 octobre 1805, Austerlitz le 2 décembre 1805, d'Iéna le 14 octobre 1806, et d'Eylau le 8 février 1807. Il est élevé au grade de commandeur de la Légion d'honneur le 25 décembre 1805. 
Il est promu général de brigade le 10 février 1807, et il est créé baron de l'Empire le 29 juin 1809. Le 6 juillet 1809 il est blessé à la Bataille de Wagram. Le 15 juillet 1809 il prend la fonction de chef d'état-major de l'armée d'Allemagne sous les ordres de Louis-Alexandre Berthier, et il rejoint l'armée de Catalogne le 14 avril 1810. 
Il est élevé au grade de général de division le 13 mars 1813, et il est blessé le 21 mai suivant à la Bataille de Bautzen. Il est créé comte de l'Empire le 11 septembre 1813 et le 20 janvier 1814 il prend le commandement de la 14e division militaire. Le 14 avril 1815 il est chargé d'organiser les gardes nationales dans la 3e division militaire, et de 1816 à 1826 il est inspecteur général d'infanterie. Le 15 août 1839, il passe dans la section de réserve du cadre de l'état-major général de l'armée.

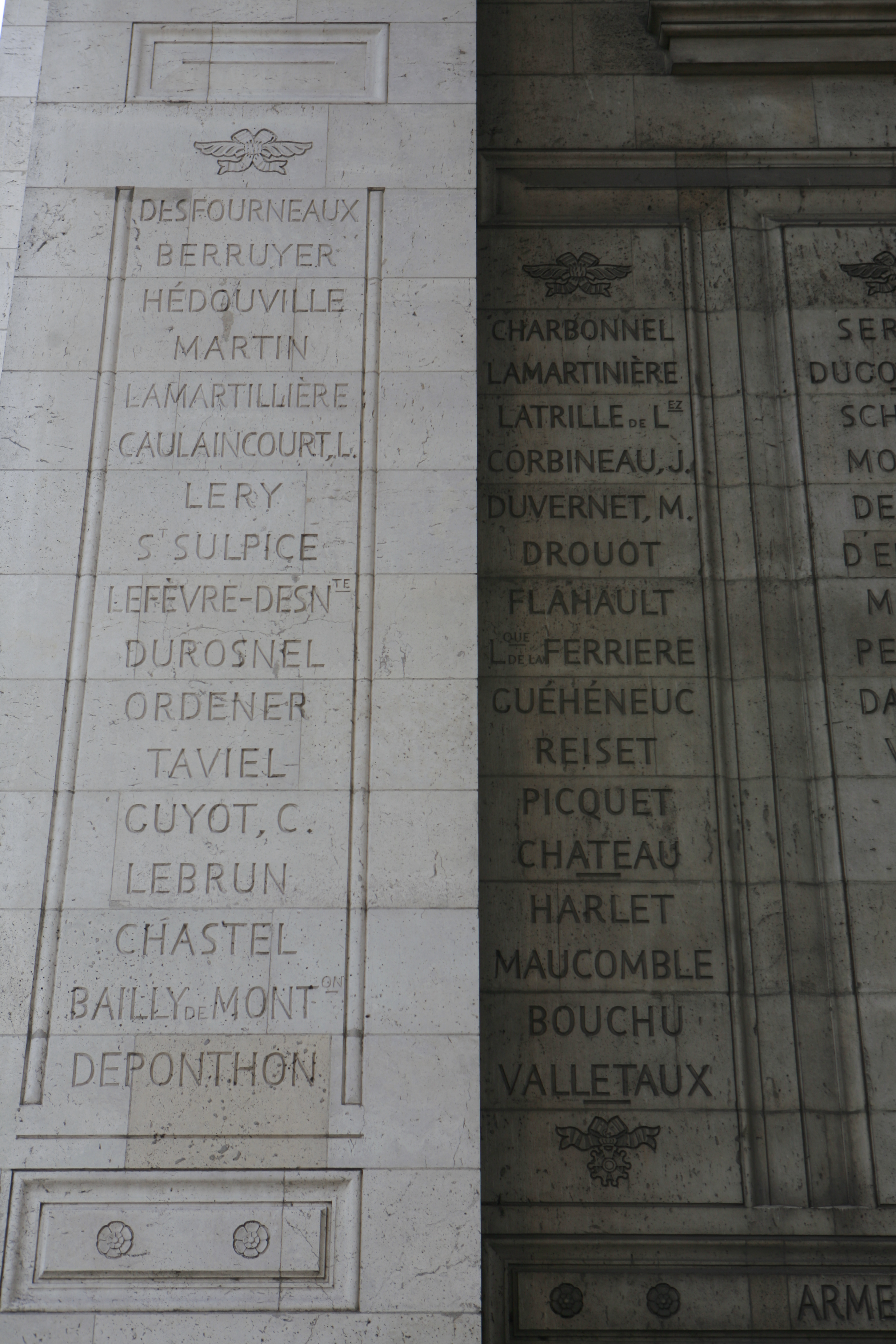
Noms gravés sous l'arc de triomphe de l'Étoile : Pilier Ouest, 31e et 32e colonnes.

Il meurt le 1er octobre 1855 à Bar-le-Duc. 